# Lego Mindstorms
Lego Mindstorms (eigene Schreibweise LEGO Mindstorms) ist eine Produktserie des dänischen Spielwarenherstellers Lego. Kernstück der Produktserie ist ein programmierbarer Legostein (RCX = Robotic Command Explorer oder NXT oder EV3) sowie Elektromotoren, Sensoren und Lego-Technic-Teile (Zahnräder, Achsen, Lochbalken, Pneumatik-Teile usw.), um Roboter und andere autonome und interaktive Systeme zu konstruieren und zu programmieren. Eine Ergänzung zu Mindstorms stellen die Lego Spybotics dar, die einen programmierbaren Legostein mit zwei Motoren und Sensoren besitzen. Die Vorläufer der Mindstorms-Serie waren die Cybermaster und Technic-Control-Center-Sets.
2022 gab Lego bekannt, Lego Mindstorms zum Ende des Jahres nach 24 Jahren einstellen zu wollen. Unter der Linie LEGO Education läuft das technisch identische System Lego Spike (Prime) weiter.

## Marketingkanal: Integration in den Schulunterricht
Obwohl das Produkt ein technisches Spielzeug ist, kann es ebenso (wie von Lego und dem MIT ursprünglich auch als Marketingkanal geplant) als Lehrmittel eingesetzt werden. Im Unterricht kann es als Beispiel für ein eingebettetes System (embedded system), bei dem ein Mikrocontroller mit elektromechanischen Teilen und Sensoren zusammenarbeitet, genutzt werden. Beinahe alle Arten von mechanischen Anlagen mit eingebetteten Systemen, von der Aufzugsanlage bis hin zu Industrierobotern, können mit Mindstorms nachgebaut werden. Zudem ist der Bereich „Robotik“ in Bildungsplänen, beispielsweise in den Begabtenkursen der Technischen Universität Hamburg zur Schulinformatik, vorgesehen oder deutschlandweit im Rahmen der Fraunhofer-Initiative „Roberta – Lernen mit Robotern“ und wird in der Regel mit Lego Mindstorms umgesetzt. In diesem Zusammenhang können auch handlungsorientiert informatische Grundlagen wie das EVA-Prinzip und Kontrollstrukturen behandelt werden. Für Lego gehört dieser Marketingkanal zu der von vielen Spielzeugherstellern fokussierten lebenslangen Bindung der Kunden an die Produkte bzw. die Marke.

## Systeme

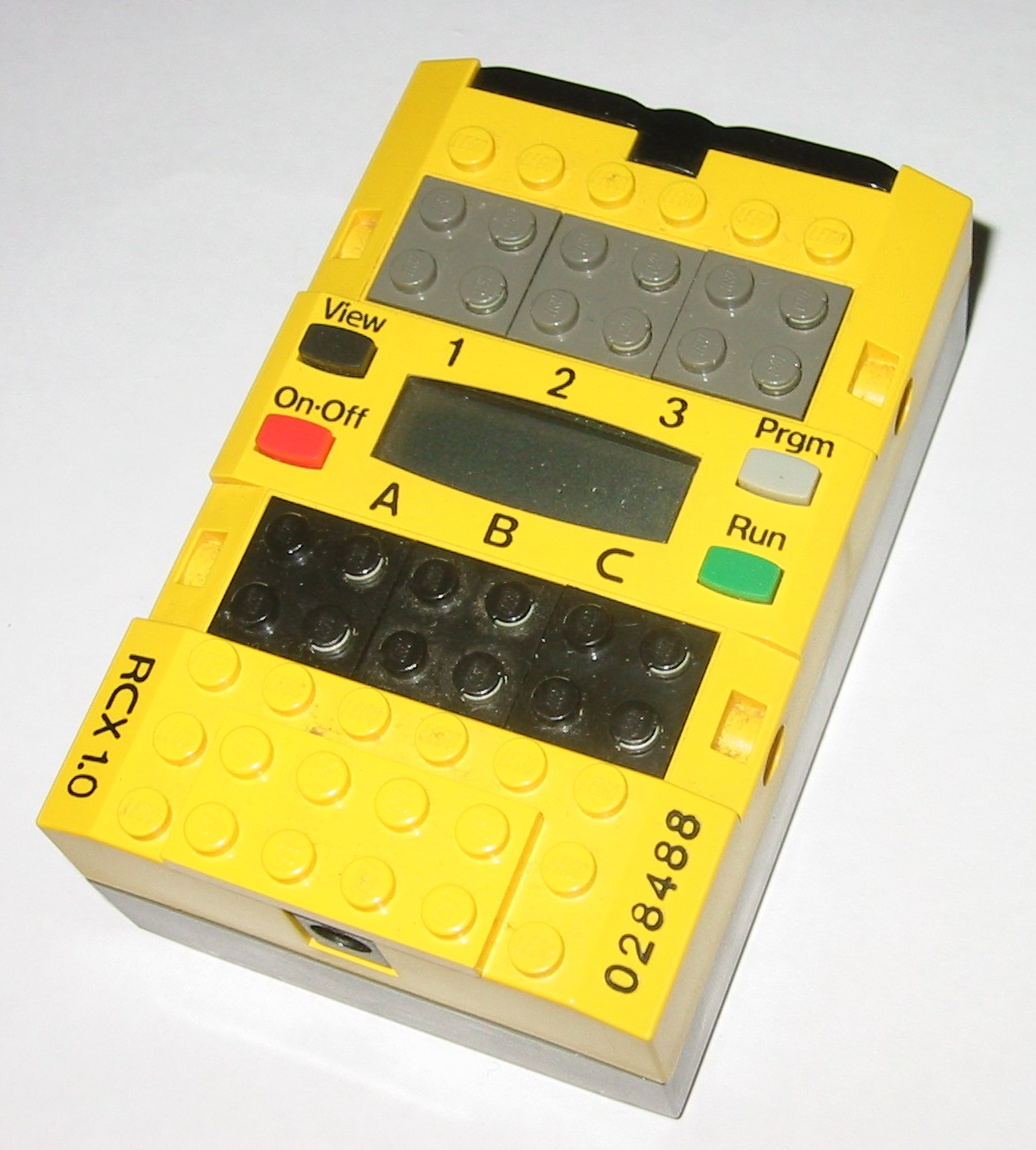
Der RCX (Version 1.0)

Der RCX (Version 2.0) auf einem teilweise zerlegten Standardroboter

### Mindstorms Robotics Invention System (RIS) 1.0 bis 2.0
Die Mindstorms-Versionen RIS 1.0, 1.5 und 2.0 unterscheiden sich hardwareseitig nur wenig: In Version 1.0 hat die RCX-Einheit eine Buchse für externe Stromversorgung, die in den späteren Versionen eingespart wurde; mit Version 2.0 wurde der Infrarot-Sender („Tower“), der an den Computer angeschlossen wird, von serieller Schnittstelle auf USB-Anschluss umgestellt. Auch die Software der älteren Versionen kann durch ein Update auf den neusten Stand aktualisiert werden.

### Mindstorms NXT

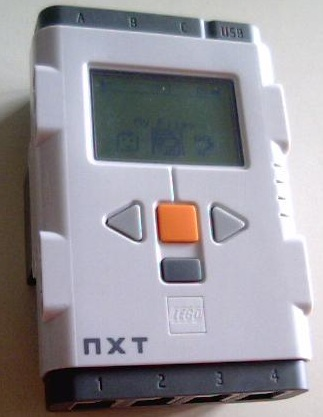
Lego NXT-Hauptbaustein

Anfang 2006 präsentierte Lego auf der Consumer Electronics Show ein neues Mindstorms-System namens NXT. Zwischenzeitlich ist die Version NXT 2.0 erschienen.

### Mindstorms EV3

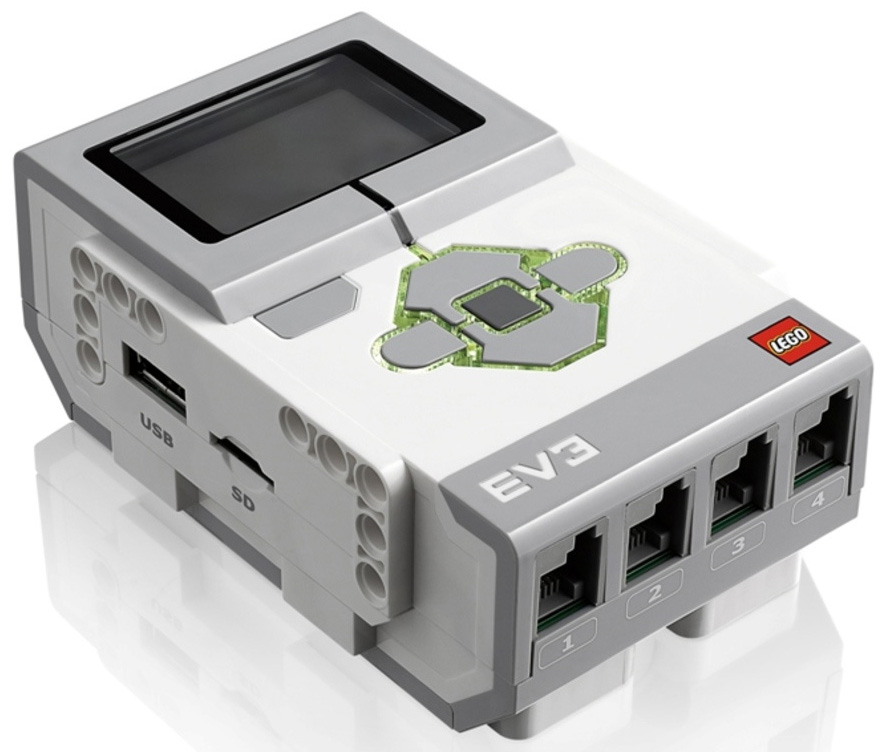
Brick des Lego Mindstorms EV3

Am 7. Januar 2013 präsentierte Lego auf der Consumer Electronics Show ein neues Mindstorms-System namens EV3, die erste offizielle Ankündigung erfolgte am 4. Januar 2013.
EV3 ist eine Weiterentwicklung (Evolution) des Lego-Mindstorms-NXT-Systems.
Der EV3 ist seit September 2013 erhältlich und wurde 2020 als bald auslaufendes Modell gekennzeichnet. Ein echter Nachfolger für das EV3-Modell wurde noch nicht vorgestellt.
Das EV3-Set sollte zu den NXT-Komponenten kompatibel sein: Grundsätzlich ist die neue EV3-Software mit dem NXT-Stein kompatibel, allerdings gibt es ein paar Einschränkungen.
Die Neuerungen sind:
- neuer Brick:
  - ARM 9 Prozessor
  - 16 MB Flash-Speicher
  - mit einer SD-Karte erweiterbar (Micro-SD bis 16 GB)
  - 64 MB Arbeitsspeicher
  - ein auf Linux basierendes Betriebssystem
  - Unterstützung eines USB-Host-Mode und Anschluss von WLAN-Dongles
  - Bluetooth 2.1
  - eine größere Matrixanzeige (178 × 128 Pixel)
  - mehr Tasten (4 Richtungs-, 1 Auswahltaste, 6. Taste)
  - Anschlussbuchsen für 4 Sensoren und 4 Motoren (NXT: 3 Motoren)
- IR-Beacon für das Zusammenspiel mit dem Infrarot-Sensor

Es werden zwei Startpakete, das Mindstorms EV3 Education Core (45544) und das Mindstorms EV3 Home Edition (31313) des EV3-Systems, angeboten. Die Home Edition enthält keine Datenträger, sondern entsprechende Software ist über Legos Website herunterzuladen. Beigelegt wird eine gedruckte Bauanleitung für nur ein Modell. Weitere Bauanleitungen und Programmierungen sind über Legos Website herunterzuladen.

### Mindstorms 51515 Robot Inventor

Screenshot der App "Lego Mindstorms 10.0.3" für Windows

Im Juni 2020 stellte Lego das neue „Lego Mindstorms Robot Inventor“ (Nummer 51515) der Öffentlichkeit vor. Hub (Hub No. 13, Nummer 67718), Motoren und Sensoren sind baugleich mit SPIKE Prime (Großer Hub, Nummer 45601) von LEGO Education. Der Hub kann mit einer an Scratch 3 angelehnten Programmiersprache oder MicroPython programmiert werden. Die Stecker (LPF 2) sind kompatibel zu Spike Prime, Boost, WeDo 2.0 und Powered Up.

### Vergleich der Systeme
|                     | RCX                                   | NXT                                       | EV3                                        | Robot Inventor (Hub No. 13)                |
| ------------------- | ------------------------------------- | ----------------------------------------- | ------------------------------------------ | ------------------------------------------ |
| Veröffentlichung    | 1998                                  | Juli 2006                                 | September 2013                             | Juni 2020                                  |
| Display             | Monochromes Segment-LCD               | Monochromes LCD, 100×64 Pixel             | Monochromes LCD, 178×128 Pixel             | LED-Matrix 5×5 Pixel                       |
| Prozessor           | Hitachi H8/300 16 MHz                 | Atmel AT91SAM7S256 (ARM7TDMI core) 48 MHz | TI Sitara AM1808 (ARM926EJ-S core) 300 MHz | ST STM32F413xG (ARM Cortex-M4 CPU) 100 MHz |
| Speicher            | 32 kB RAM 16 kB Flash                 | 64 kB RAM 256 kB Flash                    | 64 MB RAM 16 MB Flash microSDHC Slot       | 32 MB RAM 320 kB SRAM 1 MB Flash           |
| Anzahl der Eingänge | 3                                     | 4                                         | 4                                          | 6 b                                        |
| Anzahl der Ausgänge | 3                                     | 3                                         | 4                                          | 6 b                                        |
| USB Host Port       | Rotes X oder Kreuzchensymbol für nein | Rotes X oder Kreuzchensymbol für nein     | Grünes Häkchensymbol für ja                | Rotes X oder Kreuzchensymbol für nein      |
| WLAN                | Rotes X oder Kreuzchensymbol für nein | Rotes X oder Kreuzchensymbol für nein     | a                                          | Rotes X oder Kreuzchensymbol für nein      |
| Bluetooth           | Rotes X oder Kreuzchensymbol für nein | Grünes Häkchensymbol für ja               | Grünes Häkchensymbol für ja                | Grünes Häkchensymbol für ja                |

## Bausystem

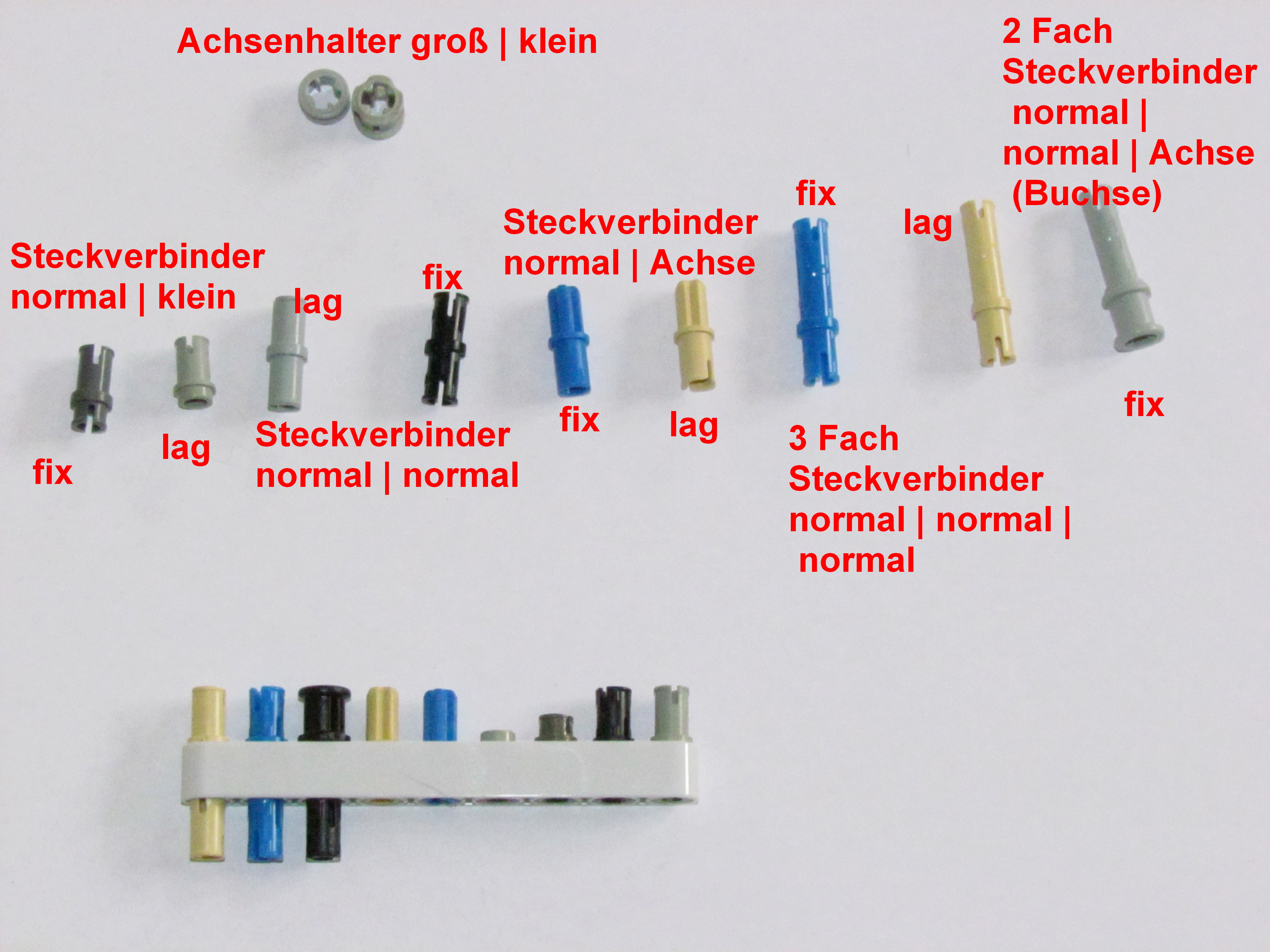
Fix = Teil zum Fixieren, Lag = Teil zum Lagern

Mindstorms verwendet das relativ einfache Stecksystem von Lego Technic.
Ausgehend davon bietet Lego auch diverse Bauanleitungen für verschiedene Roboter auf ihrer Webseite an.

## Wettbewerbe
Mit dem Lego-Mindstorms-System werden für Schülerinnen und Schüler regelmäßig internationale Wettbewerbe wie zum Beispiel die World Robot Olympiad oder die First Lego League ausgerichtet.